# Jan Michałowicz di Urzędów
Jan Michałowicz di Urzędów (in polacco Jan Michałowicz z Urzędowa) (Urzędów, 1525 - 1530 circa – Łowicz, 1583) è stato uno scultore e architetto polacco del Rinascimento, noto soprattutto per le lapidi, realizzate secondo lo schema del monumento murale adottato tra gli scultori polacchi, cioè con la figura del defunto dormiente o liberamente disposto, appoggiato su un gomito. Le decorazioni utilizzano liberamente elementi italiani, olandesi e locali. Il suo lavoro, intriso di elementi nazionali, è a volte indicato come un Rinascimento del Nord, ed è considerato il più grande architetto del Rinascimento di origine polacca.

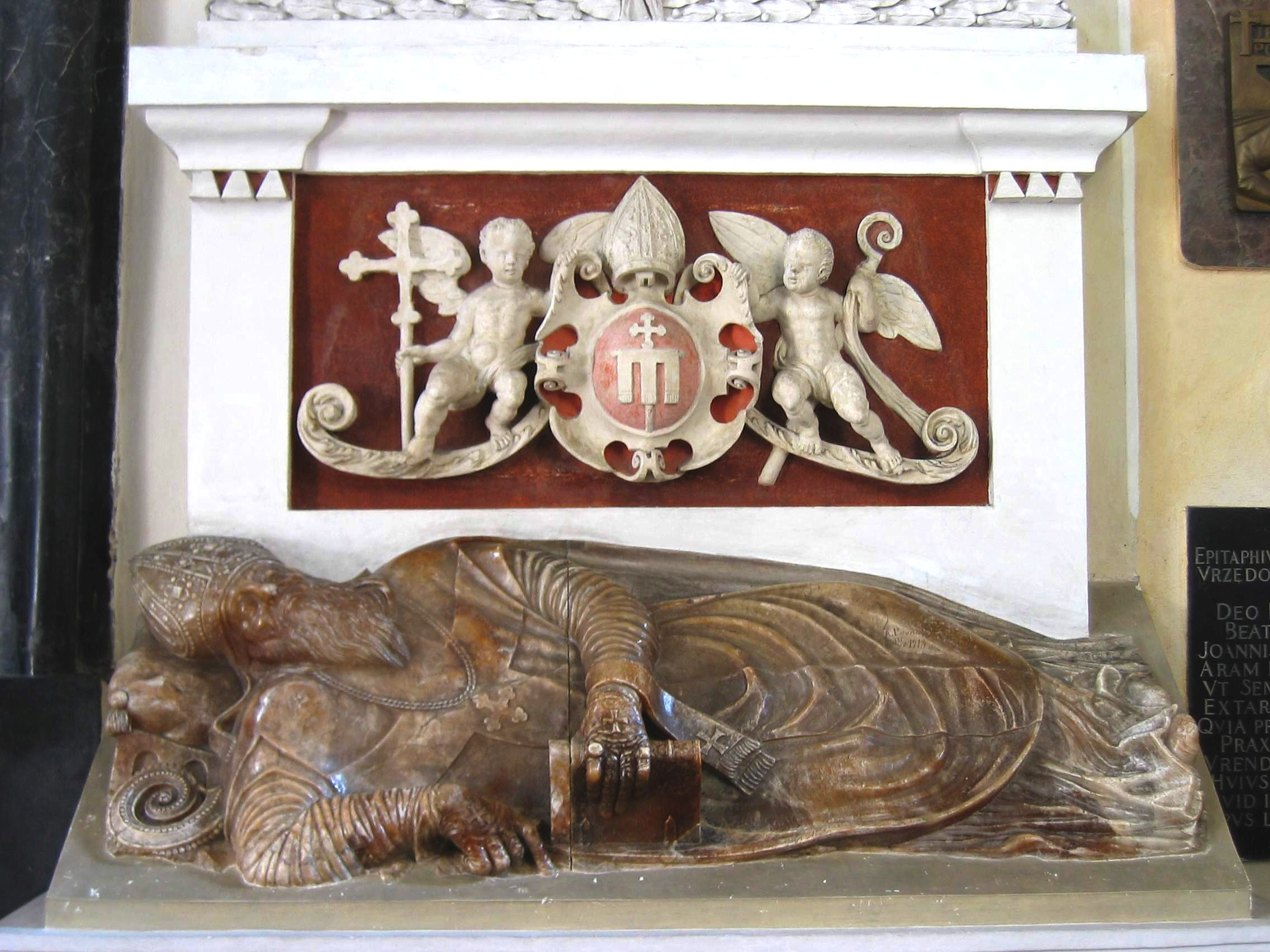
Lapide del primate Jakub Uchański nella Cattedrale di Łowicz

Giunse a Cracovia presumibilmente intorno al 1545. Fu allievo di Gabriel Słoński, probabilmente studiò anche con Gianmaria Padovano e Giovanni Cini - quel periodo della sua vita non è ben conosciuto. Frequentò spesso ricchi nobili e alti ecclesiastici, viaggiando in tutto il paese. Nel 1570 fu ammesso nella gilda dei muratori e degli scalpellini di Cracovia, nel 1571 ricevette il diritto di cittadinanza e a partire dal 1572 risulta nei registri della gilda che ospitava studenti e li avviava all'apprendistato. In via S. Marco (ulica św. Marka), nel luogo dove oggi si trova l'edificio dell'Accademia polacca delle scienze, sorgeva la sua casa. Nel suo laboratorio si formarono tra l'altro suo fratello Mark e suo figlio Alexander, e anche Jan Biał.
Sotto la sua direzione, furono costruite nella Cattedrale del Wawel le cappelle Zebrzydowski e Padniewski (oggi cappella Potocki). Lavorò inoltre alla ricostruzione di un edificio gotico del XIV secolo in via Kanoniczna, 18 a Cracovia. Dal suo scalpello scaturirono, tra le altre cose, gli architravi di questo edificio. Inoltre, lavorò alla costruzione del palazzo del Primate a Łowicz.

## Lapidi di Jan Michałowicz
- Benedykt Izdbieński, vescovo, scolpita in arenaria con una figura in marmo rosso, realizzata negli anni 1557 - 60, che si trova nella Cattedrale di Poznań
- Andrzej Zebrzydowski, vescovo, scolpita in arenaria con una figura in marmo rosso, realizzata negli anni 1562 - 63 nella cappella dei Santi Cosma e Damiano (ora chiamata del vescovo Zebrzydowski) nella Cattedrale del Wawel
- Ursula di Maciejowski Leżeński, scolpita in arenaria di Pińczów, realizzata negli anni 1563 - 68 nella Chiesa parrocchiale di Brzeziny, trovata in frammenti all'inizio del XX secolo, oggi nella cappella della Santa Croce della suddetta chiesa
- Filip Padniewski, vescovo, scolpita in arenaria di Pińczów e marmo rosso, con la figura del vescovo in alabastro, realizzata negli anni 1572 - 75 nella cappella di Różyców nella Cattedrale di Wawel
- Jakub Uchański, primate, scolpita in arenaria e marmo rosso, con la figura del primate in alabastro, realizzata negli anni 1580 - 83 nella cappella a lui intitolata nella Chiesa collegiata di Łowicz

Queste lapidi (tranne quella di Ursula Leżeński) sono state successivamente trasformate e ricostruite.

## Prassitele polacco
La morte di Jan Michałowicz avvenne probabilmente nel corso dei lavori per la lapide del vescovo Uchański. Sull'epitaffio dello scultore nella Collegiata di Łowicz è denominato "Prassitele polacco" (Praxiteles Polonicus). L'epitaffio, purtroppo, non è stato conservato, ma lo conosciamo dalla testimonianza di Szymon Starowolski in Monumenta Sarmacarum del 1655 circa:
BEATORUMQUE COETUI:

IOANNIS AD BUSTA SACRAM

ARAM LOCARUNT POSTERI

UT SEMPITERNA PHIDIAE

EXTARET ARTIS GLORIA

QUA PROMPTUS ANTECELLUIT

PRAXITELES POLONICUS

URENDOVI EDUCATUS

HUIUS SACELLI CONDITOR

QUID INDIGET PRAECONIO

OPUS LAUDAT ARTIFICEM»
E ALL'ADUNANZA DEI BEATI:

PRESSO LE SPOGLIE DI GIOVANNI 

I POSTERI COLLOCARONO UN ALTARE SACRO

AFFINCHÉ EMERGESSE LA GLORIA

SEMPITERNA DELL'ARTE DI FIDIA

NELLA QUALE PRIMEGGIÒ EVIDENTE

IL PRASSITELE POLACCO

EDUCATO A URENDOVUM

FONDATORE DI QUESTO TEMPIETTO

CHE BISOGNO HA DI ELOGIO

L'OPERA LODA L'ARTEFICE»
(Epitaffio sulla tomba di Jan Michałowicz, tramandato dai Monumenta Sarmacarum di Szymon Starowolski (1655 ca.))